# Логинов, Сергей Юрьевич
Сергей Юрьевич Логинов (22 мая 1988, СССР) — российский футболист, игрок в мини-футбол, вратарь. Выступал за клуб «Тюмень» и сборную России по мини-футболу. Мастер спорта (2013).

## Биография
Сергей Логинов дебютировал за «Тюмень» в 2008 году. Так как основным вратарём тюменцев является бразилец Греуто, Сергей пока провёл мало матчей за тюменский клуб. Иногда он привлекался к матчам «Тобол-Тюмень-2».
Тем не менее, своей игрой Логинов заслужил приглашение в сборную России по мини-футболу. Он дебютировал за неё 12 мая 2010 года, отыграв полный матч против сборной Японии. А в августе того же года Сергей поехал на студенческий чемпионат мира, где в составе студенческой сборной России стал обладателем серебряным наград турнира.
Летом 2011 года Логинов был отдан в годичную аренду московской «Дине».
Завершил карьеру игрока в мае 2022 года.

## Достижения
- Чемпион Суперлиги: 2018/19
- Серебряный призёр Суперлиги (2): 2009/10, 2020/21
- Бронзовый призёр Суперлиги (2): 2012/13, 2017/18
- Финалист Кубка России (4): 2009/10, 2012/13, 2018/19, 2020/21